# Un-Go
Ан-Ґо (яп. アンゴ, Ango) — аніме-серіал 2011 року, виданий студією Bones, що виходив в ефір у блоці програм noitaminA телеканалу Fuji TV починаючи з 13 жовтня до 22 грудня 2011 року. В основу серіалу закладений роман японського письменника Анґо Сакагучі Meiji Kaika Ango Torimono-chō (明治開化 安吾捕物帖). Сценарій до аніме написав Шо Айкава, а режисером виступив Сейдзі Мідзусіма, яким вже доводилось працювати разом над «Сталевим Алхіміком». Дизайн персонажів припадав на Юн Когу, а музику для серіалу виконував NARASAKI. Початкова пісня аніме, «How to Go», виконана School Food Punishment і кінцева «Fantasy», виконана групою LAMA.
У той ж час, Un-Go запустили з англійськими субтитрами на Crunchyroll та Anime on Demand. Фільм-приквел, «Ан-Ґо Епізод 0: Розділ Інги» (яп. アンゴ 因果論, Ango Inga-ron), йшов у японських кінотеатрах протягом двох тижнів з 19 листопада 2011 року. Компанія Sentai Filmworks ліцензувала серіал разом із Епізодом 0 у Північній Америці, Siren Visual — в Австралії, а Kazé — у Великій Британії.

## Сюжет
Події Un-Go розгортаються в Токіо, що знаходиться у війні, в Японії найближчого майбутнього. У відповідь на те, що Японія направила свої військові за кордон як миротворчі сили, терористи здійснили численні напади на Японію, вбивши багато людей і зруйнувавши більшість її міських пейзажів. Через деякий час після закінчення війни японський парламент ухвалив «Закон про конфіденційність та захист інформації», який надає уряду Японії контроль над Інтернетом. Головний герой детектив Шінджууру Юкі та його помічник Інга заробляють на життя розкриттям злочинів та викриттям людських душ, на які так чи інакше впливає антиутопічний фон.

## Персонажі
Шінджуро Юкі (яп. 結城 新十郎, Yūki Shinjūrō)
Сейю: Кацудзі Рьо (оригінал), Адам Гіббс (англійський дубляж)
Головний герой аніме — детектив, якого часто кличуть «Окаянний Детектив». У нього хороші рефлекси і дедукція, за допомогою яких він і розкриває злочини, в особливості справи вбивств. За свої здібності Шінджуро поважають в поліції та координаційному департменті. За серіалом детектив заключив контракт з Інгою, згідно якого останній припиняє вбивати людей в обмін на душі, до яких його приведе Шінджуро. Його теперішнє ім'я не є справжнім, а було видане Рінроку Кайшоу, щоб уникнути кримінальної відповідальності, а оригінальне невідоме і було втрачене в хаосі, що на той час відбувався в Токіо.
Інга (яп. 因果)
Сейю: Aki Toyosaki (оригінал), Emily Neves (англійський дубляж)
Інга — партнер і по сумісності «бос» Шінджуро Юкі. Це демон, що може приймати будь-який вигляд. Впродовж серіалу Інгу можна побачити як хлопчика підліткового віку або ж дорослу жінку. Останню форму Інга використовує, коли застосовує свою здібність — демон запитує одне-єдине питання, і людина, яку запитували, обов'язково відповість на нього правдою. Це питання є «заміною» вбивства, яку передбачав контракт між Інгою і Шінджуро. Тіло Інги — тіло жінки з минулого Шінджуро, що покінчила із собою задля того, щоб ніхто не зміг зазирнути в її душу, врятувавши таким чином детектива.
Рінроку Кайшьо (яп. 海勝 麟六, Kaishō Rinroku)
Сейю: Shinichiro Miki (оригінал), Justin Doran (англійський дубляж)
Директор компанії JJ Systems Рінроку також виступає радником Коями у вирішенні справ. Він часто стежить за місцями злочинів, не виходячи з дому, за допомогою експертної настройки комп'ютера.
Ріе Кайшьо (яп. 海勝 梨江, Kaishō Rie)
Сейю: Nozomi Yamamoto (оригінал), Kris Carr (англійський дубляж)
Дочка Рінроку, яка часто досить вперта. Вона виявляє інтерес до Шінджуро та Інги після того, як вони розкривають справу про вбивство на приватній вечірці. Їй не подобається той факт, що її батько, Рінроку, схильний приховувати змови замість виявлення правди на публіку.
Ізумі Кояма (яп. 虎山 泉, Koyama Izumi)
Сейю: Takako Honda (оригінал), Elizabeth Bunch (англійський дубляж)
Прокурор з безглуздою особистістю, Кояма часто звертається до Рінроку за допомогою у вирішенні справ. Вона не з любов'ю думає про Сіндзюуро, а тим більше про Інгу.
Казаморі Саса (яп. 佐々 風守, Sasa Kazamori)
Сейю: Marika Matsumoto (оригінал), Hilary Haag (англійський дубляж)
Реальна програма штучного інтелекту (RAI), яка може існувати в різних сумісних системах. Після участі у справі про вбивство її забирають Шінджуро та Інга. Вона може використовувати одне з двох тіл: основне тіло робота у формі дівчини або тіло у вигляді маленької іграшки-панди.
Сейген Гаямі (яп. 速水 星玄, Hayami Seigen)
Сейю: Miyu Irino (оригінал), Ross Bautsch (англійський дубляж)
Директор Бюро безпеки та частина столичного департаменту поліції.